# Булин, Антон Степанович
Антон Степанович Булин (10 января 1894 — 29 июля 1938) — русский революционер, советский партийный и военный деятель, политработник в РККА, армейский комиссар 2-го ранга (1935), участник Гражданской войны в России.

## Революция и гражданская война
Родился в Московской области (по другим данным — в селе Кологривово Ефремовского уезда Тульской губернии) в семье русского крестьянина. В 1906 году закончил сельскую школу в Кологривово. Подростком начал трудовую деятельность. Активный участник революционного движения в России, в возрасте двадцати лет в 1914 году вступил в РСДРП. С сентября 1911 г. конторщик в конторе инженера Попова и АО Кулотинской мануфактуры. В июне-августе 1914 г. конторщик Путиловской больничной кассы. В августе-сентябре 1914 г. под арестом в тюрьме. За организацию стачки конторских служащих Петрограда был выслан из столицы. С сентября 1914 г. конторщик АО «Рессора». В мае-сентябре 1915 г. конторщик Симоновской больничной кассы в Москве и больничной кассы электростанции «Электропередача» в г. Павловский Посад. Покинул электростанцию, так как полиция взяла его под надзор. В сентябре-октябре 1915 г. рядовой запасного пехотного полка в Казани. Будучи призван в русскую императорскую армию, продолжал революционную деятельность. В октябре-декабре 1915 г. кладовщик шахты Черемухино в г. Апександровск-Грушевский Черкасского округа Области Войска Донского. С декабря 1915 г. нелегально вернувшись в Петроград работает конторщиком в общества «Талан» и бухгалтером общества оптовых закупок в Петрограде. В апреле-мае 1917 г. помощник заведующего конторой редакции газеты «Правда» в Петрограде. В мае-июле 1917 г. солдат 3-го запасного пехотного полка в Петергофе. После Февральской революции избран членом полкового комитета этого полка. Во время Июльских волнений организовал выступление своего полка к Таврическому дворцу в поддержку петроградских рабочих и 3-й запасной пехотный полк, вооруженный и в полном боевом порядке двинулся в Петроград. Булин шел с красной повязкой во главе полка. По пути к Таврическому солдаты 3-го запасного увлекли за собой егерский, Измайловский и Семеновский полки. Когда рабочие и солдаты с требованием немедленно прекратить войну и передать всю полноту власти в руки Советов подошли к Таврическому, со стороны дворца раздались ружейные выстрелы. Булин с группой солдат не раздумывая бросился к левому крылу, где засели стрелявшие юнкера и кадеты, и через несколько минут выстрелы прекратились. За это он был арестован в июле 1917 г. и посажен до сентября в тюрьму «Кресты». Арестованные после подавления июльской демонстрации члены полковых комитетов, в том числе и Булин, послали из тюрьмы приветствие VI съезду партии. Приветствие это зачитал на съезде Яков Михайлович Свердлов. Сразу после освобождения из тюрьмы Булин снова среди солдат. Людям, которые отлично знали этого человека, до сих пор помнится его прямой взгляд, неторопливая манера разговаривать, удивительное умение привлекать к себе сердца людей, быстро завоевывать их расположение.
С сентября 1917 г. в Красной гвардии. Солдатом участвует в формировании вооруженного отряда, затем вместе с этим отрядом защищает подступы к Красному Селу. Участник Октябрьской революции. Будучи комиссаром петергофского гарнизона участвовал в боях с войсками Временного правительства под Царским селом и Красным селом. Затем председатель штаба Красной гвардии и уездный военный комиссар 3-го пехотного полка и военных комиссариатов в Петергофе и г. Луга. В августе 1918 года руководил подавлением кулацкого восстания в Луге. С ноября 1918 г. в Рабоче-крестьянской Красной армии, участник Гражданской войны в России: военный комиссар 2-й и 1-й стрелковых бригад 6-й стрелковой дивизии, военный комиссар Петроградской отдельной дивизии на Нарвском фронте. В феврале-июне 1919 г. уездный военком в г. Детское Село. С июня 1919 г. военком стрелкового полка, стрелковой бригады. В августе-декабре 1919 г. военком 6-й стрелковой дивизии Северного фронта в трудные дни боев с войсками Юденича и финскими интервентами, взяв с собой 30 коммунистов и вооружившись двумя ручными пулеметами, двинулся ночью по неокрепшему льду реки Луги, ударил в тыл войскам белогвардейского генерала и отрезал врагу пути отхода. С декабря 1919 г. военный комиссар 56-й стрелковой дивизии. С февраля 1920 г. военный комиссар 55-й стрелковой дивизии. С августа 1920 г. военный комиссар 16-й стрелковой дивизии им. В. И. Киквидзе на Польском (Западном) фронте. В феврале-июле 1921 г. комендант Петроградского укрепленного района. Затем переведён на партийную работу.

## Послевоенный период и репрессии

Делегаты XVI-го съезда ВКП(б), 1930 г. Булин А. С. во втором ряду, первый слева.

С июля 1921 г. заведующий отделом управления Петроградского совета. С февраля 1922 г. ответственный организатор Василеостровского, затем Кронштадтского районных комитетов РКП(б) в Петрограде и Кронштадте. С марта 1923 г. вновь на политработе в РККА: военный комиссар штаба Западного фронта фронта. С июля 1923 г. помощник, затем заместитель начальника политического управления Западного фронта. После расформирования фронта в июле 1924 г. помощник командующего по политической части начальник политуправления Московского военного округа. Одновременно занимался партийной работой в Москве: в течение ряда лет избирался членом Бюро Московского горкома; с 31 декабря 1925 по 26 июня 1930 — членом Центральной контрольной комиссии ВКП(б) (избран на XIV съезде ВКП(б) и на XV съезде ВКП(б) — повторно). С июля 1928 года — заместитель начальника ПУРККА А. С. Бубнова, затем Я. Б. Гамарника. В это время он был одним из руководителей «внутриармейской оппозиции», которая выступала против «недостаточной активности партийных и политических органов армии, против фактов искажения партийной линии в содержании военно-политического воспитания и т.д.». Булина лично знали и высоко ценили Сталин и Ворошилов, рекомендовавшие его на XVII партийном съезде в члены Центрального Комитета. На XVI и XVII съездах ВКП(б) избран кандидатом в члены ЦК ВКП(б). С сентября 1935 г. заместитель командующего по политической части и начальник политуправления Белорусского военного округа. В 1935 году в Красной армии были введены персональные воинские звания и Булину 20 ноября того же года было присвоено звание армейского комиссара 2-го ранга. Член Военного совета при народном комиссаре обороны СССР. В 1937 году — в период репрессий в РККА — партийная карьера Булина достигла своего пика и в апреле он был назначен начальником Управления по командно-начальствующему составу РККА, сменив на этом посту смещённого, а затем арестованного комкора Б. М. Фельдмана; в июле — вновь заместителем начальника ПУРККА армейского комиссара 1-го ранга П. А. Смирнова; 12 октября он переведён из кандидатов в члены ЦК ВКП(б).
Арестован 5 ноября 1937 г. по ордеру, подписанному М. П. Фриновским. Исключен из Военного совета при наркоме обороны СССР как уволенный из РККА, а 8 декабря 1937 года выведен из ЦК ВКП(б). Сопротивление Булина продолжалось десять суток. Прекратил он это «запирательство» 16 ноября, когда под диктовку капитана государственной безопасности Малышева написал заявление на имя Ежова, в котором указал, что в 1929 году, будучи начальником политуправления МВО и членом бюро Московского комитета ВКП(б), был завербован в организацию правых секретарем Московского горкома Н. А. Углановым. Другим своим вербовщиком, но только уже в состав военного заговора (в 1934 г.), он называет Гамарника. Через два дня он находит в себе силы обратиться к тому же Ежову с новым заявлением, но уже противоположного свойства: «...Поданное мною на Ваше имя 16 ноября заявление о моем участии в организации правых и в военно-фашистском заговоре является ложным от начала до конца; оно написано под диктовку ведущих следствие по моему делу при моем болезненном состоянии и в результате избиения и пыток, никогда никем, ни в какой заговор против Советской власти, против Сталинского руководства ВКП(б) я не вербовался и завербован не был никогда. Я не проводил преступной деятельности против партии и Советской власти — настоящее заявление является правдивым, честным. Я был окружен врагами, работал, к несчастью, в этом окружении, прозевал их преступную вражескую работу, но сам я никогда не был их сообщником, не был врагом народа, не был заговорщиком против Советской власти, против партии». 
Применение к Булину пыток подтверждается также показаниями бывшего его следователя, помощника начальника 3-го отдела 2-го Управления НКВД СССР Ф. П. Малышева. Тот в своём объяснении по поводу ведения следствия по делу Булина указал, что Ежов в присутствии следственной бригады лично избивал вчерашнего заместителя начальника ПУРККА за его отказ признать свою принадлежность к агентам царской охранки. Обвинения в троцкизме Булина на самом деле ровным счетом ничего не стоят. Антон Степанович — доброкачественный продукт эпохи сталинизма, и у него никогда не было шатаний от генеральной линии партии (линии сталинского руководства ВКП(б)). Особенно в вопросах троцкизма. Заслуживает внимания заявление его жены — Наталии Логиновны Яковлевой-Булиной, отправленное из Сегежского ИТЛ (Карельская АССР) в январе 1940 года в адрес Ворошилова. Говоря о содержании показаний своего мужа, с которыми (выборочно) ее ознакомил следователь Малышев, она пишет: «В этих же «показаниях» говорится, что Гамарник сообщал Булину о каких-то директивах, поступивших от Троцкого (каких, когда — это неизвестно). Это просто фантастическая чепуха. Булин ненавидел Троцкого дикой ненавистью. Все люди, бывшие активными троцкистами, вызывали у Булина всегда страшное негодование. Когда Троцкий был еще наркомом и приезжал в Питер во время осеннего наступления Юденича в 1919 г., Булин... резко отзывался о руководстве Троцкого армией. Во время всех троцкистских оппозиций Булин всегда выступал непримиримо против линии Троцкого, разоблачая его антипартийную и антисоветскую сущность. 
В 1927 г., когда Троцкого исключали из партии, то он назвал Булина сталинским жандармом за то, что тот разгонял троцкистов 7/XI.1927 г., когда они вышли с антисталинскими лозунгами на улицу.. .» Опытный политик и талантливый публицист, Троцкий был мастером точных определений и оценок. Булина он назвал сталинским жандармом, что уже само по себе не оставляло ни малейшего шанса на их совместное сотрудничество. Не смотря на это Политбюро ЦК ВКП(б) 26 июля 1938 г. по списку санкционировало применение высшей меры наказания. Приговорен Военной коллегией Верховного суда СССР 28 июля 1938 г. к высшей мере наказания «за участие в контрреволюционной троцкистской организацией» по статьям 58-16, 58-8, 58-9 и 58-11 Уголовного кодекса РСФСР. Расстрелян 29 июля 1938 года. а 8 декабря — выведен из ЦК ВКП(б). Реабилитирован Определением Военной коллегии от 8 октября 1955 г.

## Воинские звания
Армейский комиссар 2-го ранга — 20.11.1935.

## Награды
- Орден Красного Знамени (16.07.1920)[8]. Из приказа РВСР № 346 от 16 июля 1920 года: «Награждается орденом Красного Знамени военный комиссар 6-й стрелковой дивизии тов. Булин Антон Степанович за нижеследующие отличия: в течение всей операции с Лигово по 28 ноября 1919 г. Булин, часто находясь с цепями на позиции, проявлял редкую настойчивость и энергию и своим поведением вселял в красноармейцев наступательный дух, добивался того, что в трудные минуты наши части, преодолевая усталость и сопротивление противника, двигались вперед... В бою под селом Высоцкое во время отхода башкир в ночь с 1 на 2 ноября т. Булин сдерживал и воодушевлял их; не было ни одной части Красносельского участка, в которой он бы не побывал, всюду проявляя хладнокровие и распорядительность, находясь часто под ружейным, пулеметным и орудийным огнем...»[3].
- Золотые часы.

## Семья
Отец – Степан Зиновьевич Булин (1857 года рождения). 
Мать – Матрона Яковлевна Булина.
Жена — Наталия Логиновна Яковлева-Булина (1897 года рождения) приговорена как член семьи изменника Родины к 8 годам исправительно-трудовых лагерей, освобождена из Карагандинского лагеря в 1945 г., педагог.
Старший сын — Булин Сергей Антонович. Родился в 1919 г. в Петрограде. На момент ареста ученик 10-го класса. Арестован 23 ноября 1937 г. Как СОЭ приговорен 19 августа 1938 г. Особым совещанием при НКВД СССР к 5 годам лагерей. Срок отбывал в Березниковском лагере (Архангельская область). 25 декабря 1941 г. умер в заключении. Реабилитирован 8 февраля 1956 г. 
Младший сын — Булин Владимир Антонович. Родился в 1920 г. в Петрограде. На момент ареста ученик 9-го класса. Арестован 23 ноября 1937 г. Как СОЭ приговорен 19 августа 1938 г. особым совещанием при НКВД СССР к 3 годам лагерей. Срок отбывал в Восточном железнодорожном лагере (Комсомольск-на-Амуре). Реабилитирован 29 августа 1956 г. 